# Тоні Томпсон
То́ні То́мпсон (англ. Tony Thompson; 18 жовтня 1971, Сільвер-Спрінг, Меріленд, США) — американський боксер-професіонал, який виступав у важкій ваговій категорії. Входив в десятку найкращих важковаговиків світу за підсумком року за версією BoxRec з 2004 по 2013, найвища позиція — 5 (2006).

## Професійна кар'єра
Перший свій бій на професійному рингу Томпсон провів 27 січня 2000 року. З помітною перевагою Томпсон переміг за очками свого суперника. Після наступних трьох перемог Тоні зазнав поразки від Еріка Кіркленда. Кіркленд переміг за очками в 4-х раундовому бою.
Томпсон швидко реабілітувався після поразки, і продовжив свою переможну серію. У березні 2003 року Томпсон переміг за очками кубинця Янкі Діаса. У вересні 2004 року він переміг по очках Вона Біна. У червні 2006 року Томпсон переміг за очками Домініка Гуїнна. 16 лютого 2007 Тоні переміг за очками Тимура Ібрагімова. У липні 2007 року в Німеччині відбувся відбірковий бій за титул WBO між Тоні Томпсоном та місцевим боксером Луаном Краснічі. Краснічі непогано провів перші три раунди бою, проте в п'ятому раунді Томпсон провів затяжну атаку, після який рефері зупинив поєдинок, зафіксувавши перемогу технічним нокаутом.
В липні 2008 року Тоні Томпсон вийшов на ринг проти чемпіона світу у важкій вазі за версіями IBF та WBO Володимира Кличка. Кличко домінував весь поєдинок, і в середині 11-го раунду провів зустрічний лівий хук в голову. Томпсон впав на канвас і рефері зафіксував нокаут.
Після поразки від Володимира Кличка, Томпсон почав відновлюватися і провів кілька 10-и раундових рейтингових боїв. Так 21 березня 2009 року він провів бій проти турка Аднана Седріна і нокаутував його в 5-му раунді. Наступний бій був проти дуже перспективного молодого американця Чаза Візерспуна. Томпсон переміг свого співвітчизника технічним нокаутом в 9-му раунді. Наступними жертвами Томпсона стали колись відомий ямаєць Оуен Бек та американець Пол Маріначчіо, які так само зазнали поразки нокаутами. Переможна серія вивела Томпсона в турнір найсильніших за право володіння титулу обов'язкового претендента за версією IBF.
27 травня 2011 року Тоні Томпсон провів бій з Морісом Гаррісом для здобуття титулу обов'язкового претендента. Вже в другому раунді Томпсон відправив Гарріса в нокдаун, а ще після двох нокдаунів в третьому раунді рефері вирішив зупинити бій. Після цієї перемоги Томпсон повинен був зустрітися з Едді Чемберсом в бою за титул обов'язкового претендента, однак Чемберс отримав травму і не зміг вийти на запланований поєдинок. Після цього IBF приймає рішення призначити Томпсона обов'язковим претендентом на бій з Володимиром Кличком. Сам Кличко заявив, що не дуже хотів зустрічатись із Томпсоном ще один раз, проте в нього немає вибору.
7 липня 2012 року в Берні на стадіоні «Stade de Suisse» Тоні Томпсон програв технічним нокаутом у 6 раунді Володимиру Кличку.
23 лютого 2013 року Томпсон вийшов на бій проти британця Девіда Прайса. Бій завершився несподіваною перемогою американця у 2 раунді технічним нокаутом. Девід підтискав Тоні увесь перший раунд, затис і успішно провів комбінацію з кількох ударів у другому, але в наступному епізоді Томпсон грамотно провалив Прайса і завдав короткий правий боковий удар точно у скроню британця, зваливши того в нокдаун. Девід зумів піднятися, але був сильно вражений, ноги його не слухалися, і рефері зупинив бій, не закінчивши відлік. Томпсону вдався сенсаційний апсет.
6 липня 2013 року на тій же арені у Ліверпулі відбувся бій-реванш Девід Прайс - Тоні Томпсон. У другому раунді Прайс надіслав Томпсона в нокдаун коротким ударом справа, але не зумів добити. А у 5 раунді Томпсон потряс Прайса, затис біля канатів і завдав велику кількість ударів. Незважаючи на те, що Девід не впав, рефері зафіксував стоячий нокдаун і почав відлік. Але Прайс не відновився до 10, і рефері зупинив бій.

## Статистика професійних боїв
| Бій                                                                                | Рекорд   | Дата              | Суперник                    | Місце поєдинку                                                     | Раундів                          | Примітки                                                                                    |
| ---------------------------------------------------------------------------------- | -------- | ----------------- | --------------------------- | ------------------------------------------------------------------ | -------------------------------- | ------------------------------------------------------------------------------------------- |
| Поразка                                                                            | 40(27)-7 | 5 березня 2016    | Луїс Ортіс (24-0)           | DC Armory, Вашингтон                                               | 6 (12) (Нокаут)                  |                                                                                             |
| Поразка                                                                            | 40(27)-6 | 30 жовтня 2015    | Малік Скотт (37-2-1)        | The Venue at UCF, Орландо                                          | 12 (Одностайне рішення суддів)   |                                                                                             |
| Перемога                                                                           | 40(27)-5 | 27 лютого 2015    | Одланьєр Соліс Фонте (20-2) | Gloria Sports Arena, Gloria Hotels and Resorts, Анталія, Туреччина | 8 (12) (RTD)                     | Бій за вакантний титул WBC Continental Americas                                             |
| Поразка                                                                            | 39(26)-5 | 6 червня 2014     | Карлос Такам (29-1-1)       | Palais des Sport Marcel Cerdan, Levallois-Perret, Франція          | 12 (Одностайне рішення суддів)   | Бій за вакантний титул WBC Silver                                                           |
| Перемога                                                                           | 39(26)-4 | 22 березня 2014   | Одланьєр Соліс Фонте (20-1) | Atatürk Spor Salonu, Текірдаг, Туреччина                           | 12 (Розділене рішення)           | Бій за вакантний титул WBC International                                                    |
| Поразка                                                                            | 38(26)-4 | 24 серпня 2013    | Кубрат Пулєв (17-0)         | Sport and Congress Center, Шверін, Німеччина                       | 12 (Одностайне рішення суддів)   | 110-118, 111-117, 112-116. Фінал претендентського турніру IBF                               |
| Перемога                                                                           | 38(26)-3 | 6 липня 2013      | Девід Прайс (15-1)          | Echo Arena, Ліверпуль, Велика Британія                             | 12 (Технічний нокаут у 5 раунді) |                                                                                             |
| Перемога                                                                           | 37(25)-3 | 23 лютого 2013    | Девід Прайс (15-0)          | Echo Arena, Ліверпуль, Велика Британія                             | 12 (Технічний нокаут у 2 раунді) |                                                                                             |
| Поразка                                                                            | 36(24)-3 | 7 липня 2012      | Володимир Кличко (57-3)     | Стад де Сюїсс, Берн, Швейцарія                                     | 12 (Технічний нокаут у 6 раунді) | Бій за титули IBF, IBO, WBO, WBA Super, The Ring                                            |
| Після травми Чемберса, Томпсон об'явлений обов'язковим претендентом за версією IBF |          |                   |                             |                                                                    |                                  |                                                                                             |
| Перемога                                                                           | 36(24)-2 | 27 травня 2011    | Моріс Харріс (25-14-2)      | Reno Events Center, Невада, США                                    | 12 (Технічний нокаут у 3 раунді) | Турнір найсильніших, елімінатор IBF, 2 місце.                                               |
| Перемога                                                                           | 35(23)-2 | 20 листопада 2010 | Пол Маріначчіо (24-5-3)     | Boardwalk Hall, Нью-Джерсі, США                                    | 10 (Технічний нокаут у 4 раунді) |                                                                                             |
| Перемога                                                                           | 34(22)-2 | 20 листопада 2010 | Оуен Бек (29-4)             | Omni New Daisy Theater, Мемфіс, США                                | 10 (Технічний нокаут у 2 раунді) |                                                                                             |
| Перемога                                                                           | 33(21)-2 | 5 грудня 2009     | Чазз Візерспун (26-1)       | Boardwalk Hall, Нью-Джерсі, США                                    | 10 (Технічний нокаут у 9 раунді) |                                                                                             |
| Перемога                                                                           | 32(20)-2 | 21 березня 2009   | Аднан Серін (19-9-1)        | Hanns-Martin-Schleyer Halle, Штутгарт, Баден-Вюртемберг, Німеччина | 10 (Технічний нокаут у 5 раунді) |                                                                                             |
| Поразка                                                                            | 31(19)-2 | 12 липня 2008     | Володимир Кличко (50-3)     | Color Line Arena, Гамбург, Німеччина                               | 12 (Нокаут в 11 раунді)          | Титул чемпіона світу за версіями IBF, IBO, 5-ий захист, за версією WBO, 1-ий захист Кличко. |
| Перемога                                                                           | 31(19)-1 | 27 вересня 2007   | Кліфф Коузер (26-12-2)      | Tachi Palace Hotel & Casino, Лемур, Каліфорнія, США                | 10 (Технічний нокаут у 2 раунді) |                                                                                             |
| Перемога                                                                           | 30(18)-1 | 14 липня 2007     | Луан Краснічі (30-2-1)      | Color Line Arena, Гамбург, Німеччина                               | 12 (Технічний нокаут у 5 раунді) | Вакантний титул інтерконтинентального чемпіона світу за версією WBO, елімінатор WBO.        |
| Перемога                                                                           | 29(18)-1 | 16 лютого 2007    | Тимур Ібрагімов (21-1-1)    | Playboy Mansion, Беверли-Хиллз, Каліфорнія, США                    | 10 (Одностайне рішення суддів)   | Титул континентального чемпіона Америки за версією WBC, 1-ий захист Томпсона.               |
| Перемога                                                                           | 28(18)-1 | 28 червня 2006    | Домінік Гуїнн (26-3-1)      | HP Pavilion, Сан-Хосе, Каліфорнія, США                             | 12 (Одностайне рішення суддів)   | Вакантний титул континентального чемпіона Америки за версією WBC.                           |
| Перемога                                                                           | 27(18)-1 | 18 березня 2006   | Моріс Вілер (10-4-1)        | Boardwalk Hall, Нью-Джерсі, США                                    | 8 (Технічний нокаут у 4 раунді)  |                                                                                             |
| Перемога                                                                           | 26(17)-1 | 26 січня 2006     | Брендон Кабелл (8-1-1)      | Michael's Eighth Avenue, Глен Бурн, Меріленд, США                  | 10 (Технічний нокаут у 4 раунді) | Вакантний титул чемпіона штату Меріленд.                                                    |